# E-3 센트리
E-3 센트리는 보잉 707을 모체로 개발된 공중조기경보통제기(AWACS:Airborne Warning And Control System)이다. 1991년까지 68대가 생산되었으며, 미국 공군, 영국 공군, 프랑스 공군 등에서 사용 중이다.
최대이륙중량 145톤이며 같은 레이다를 사용하며 한 체급 더 큰 기종으로 175톤인 E-767이 있다.
한때 팔레비 왕조 시기 이란 공군에서도 주문하려 했으나 이란 혁명으로 인해 불발되었다. 그리고 한국과 일본도 도입하려고 했으나 그전에 E-3가 생산이 종료되었다. 결국 후에 각자 다른 기종인 E-737과 E-767을 도입하게 되었다.
라이벌 격으로 러시아 공군이 보유한 A-50 메인스테이와 중국의 KJ-2000 조기경보기가 있다. 그러나 최대이륙중량 170톤으로 체급으로는 센트리 보다는 175톤인 E-767과 동급이다.

## 운용 국가

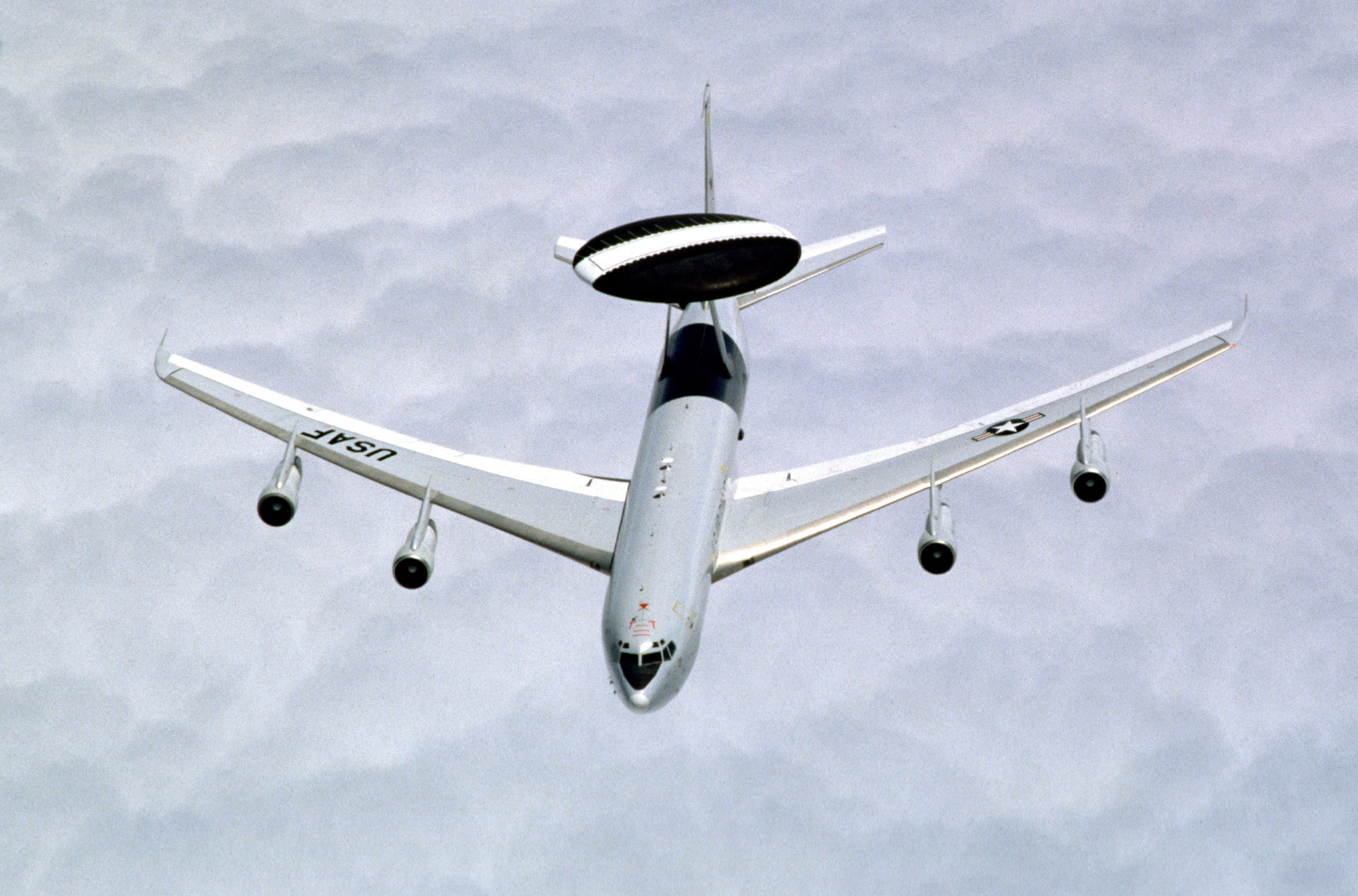
E-3 센트리는 최강급 조기경보기로 평가받는다.

- 미국 - 32기
- 영국 - 6기
- 프랑스 - 4기
- 사우디아라비아 - 5
- NATO

## 제원(미 공군)

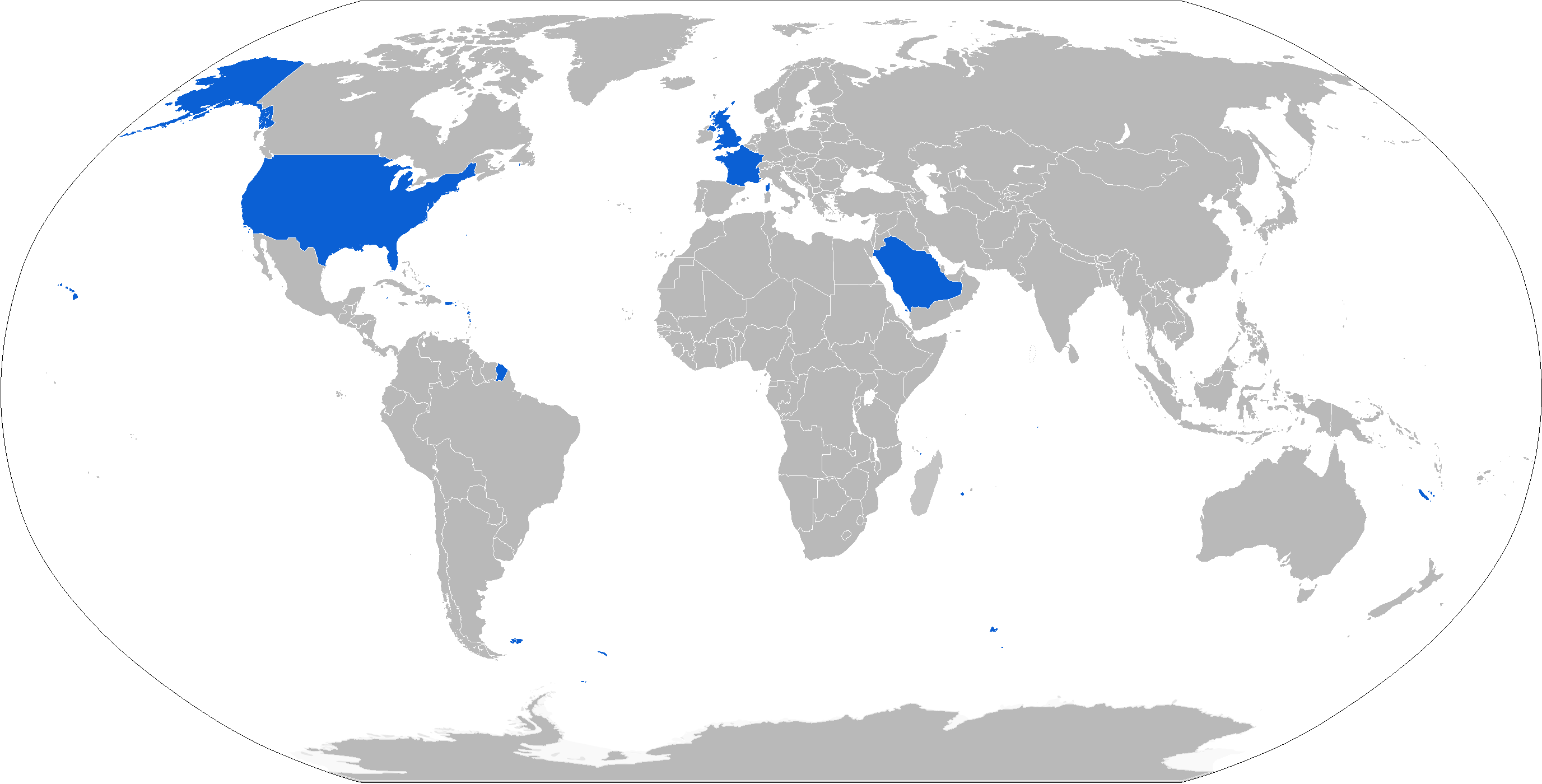
E-3 보유국 현황(파란색)

### 일반
- 승무원: 조종사 4, 임무수행원 13-19
- 길이: 46.61m
- 기체 폭: 44.42m
- 높이: 12.6m
- 날개폭: 284.3m2
- 공 중량: 73,480 kg
- 최대이륙중량: 156,000 kg
- 엔진: 4×Pratt and Whitney TF33-PW-100A turbofan, 21,000 lbf (93 kN) each

### 성능
- 최고속도: 855 km/h
- 항속거리: 4000 nm(7,400 km)
- 레이다: AN/APY-2

## 관계있는 내용

### 관련된 개발
- 보잉 707
- C-135
- KC-135

### 비교 가능한 항공기
- E-767

### 디자인 시리즈
E-1 - E-2 - E-3 - E-4 - E-5-E-6

## 같이 보기
- AN/APY-2
- E-2 호크아이